# Andrėj Rybakoŭ
Andrėj Rybakoŭ (in bielorusso Андрэй Рыбакоў?; Mahilëŭ, 4 marzo 1982) è un sollevatore bielorusso.
Ha vinto la medaglia d'argento ai Giochi olimpici di Atene 2004 nella categoria 85 chilogrammi.
Alle Olimpiadi di Pechino 2008 aveva vinto la medaglia d'argento nella categoria 85 chilogrammi ma gli è stata revocata poiché risultato positivo a un controllo antidoping effettuato nel 2016 su un campione biologico prelevato durante la competizione a cinque cerchi. Le rianalisi, infatti, hanno rilevato come avesse fatto uso di sostanze proibite dal regolamento come l'oral turinabol e lo stanozolol. La sua medaglia è quindi stata attribuita all'armeno Tigran Martirosyan, originariamente giunto terzo in gara.

## Palmarès
Olimpiadi
- 2 medaglie:
  - 1 argento (85 kg a Atene 2004).

Mondiali
- 2 medaglie:
  - 2 ori (85 kg a Santo Domingo 2006, 85 kg a Chiang Mai 2007).

Europei
- 1 medaglia:
  - 1 oro (85 kg a Władysławowo 2006).